# Lee Winston Leandro da Silva Oliveira
Lee Winston Leandro da Silva Oliveira (São Paulo, Metropolitana de São Paulo, Brasil; 9 de marzo de 1988) es un futbolista Brasileño. Juega de Portero y su equipo actual es el Atlético Mineiro de la Serie A.

## Clubes
| Club                      | País   | Año             |
| ------------------------- | ------ | --------------- |
| Vitória                   | Brasil | 2008            |
| Colo Colo (cedido)        | Brasil | 2008            |
| Tigres do Brasil (cedido) | Brasil | 2008 - 2009     |
| Vitória                   | Brasil | 2010            |
| Atlético Mineiro          | Brasil | 2011            |
| Boa (cedido)              | Brasil | 2012            |
| Atlético Mineiro          | Brasil | 2013 - Presente |

## Palmarés

### Campeonatos nacionales
| Título             | Club             | País   | Año  |
| ------------------ | ---------------- | ------ | ---- |
| Campeonato Baiano  | Vitória          | Brasil | 2010 |
| Copa do Nordeste   | Vitória          | Brasil | 2010 |
| Taça Minas Gerais  | Boa              | Brasil | 2012 |
| Campeonato Mineiro | Atlético Mineiro | Brasil | 2013 |

### Campeonatos internacionales
| Título              | Equipo           | País   | Año  |
| ------------------- | ---------------- | ------ | ---- |
| Copa Libertadores   | Atlético Mineiro | Brasil | 2013 |
| Recopa Sudamericana | Atlético Mineiro | Brasil | 2014 |